# Don Pedrito, que está como nunca
Don Pedrito, que está como nunca era la mascota del brandy Fundador, de Bodegas Domecq, el cual se comercializó en España en los años 1950-1960. El personaje en cuestión era un dibujo que representaba a un hombre bajito, risueño y cabezón con bigotillo, traje y sombrero. En 1964 la editorial Bruguera compró los derechos del personaje para publicar una serie de historietas del mismo, escritas y dibujadas por Francisco Ibáñez.

## Trayectoria editorial
La primera historieta de Don Pedrito se publicó en 1964 en el n.º 185 de la revista Tío Vivo y apareció hasta el número 363 de dicha publicación de forma ininterrumpida excepto en los números 201 y 217, llegando en algunos casos a aparecer en la portada. Ibáñez escribió y dibujó estas páginas desde su primera historieta en 1964 hasta 1967, momento en que pasan a ser realizadas por otros dibujantes, principalmente Blas Sanchis. No existe recopilatorio de las historietas del personaje.

## Características
Don Pedrito es un hombre de carácter alegre, bajito, con una cabeza de tamaño desproporcionado (otros personajes comentaban humorísticamente este hecho, sobre todo en las historietas hechas a partir de 1966), que viste siempre traje y sombrero y que no parece tener un oficio o actividad definida.
Aunque el personaje nació como mascota de una compañía de brandy las historietas de Don Pedrito (a diferencia de otras de la editorial como Uhu y el niño Prudencio, que anunciaban un pegamento) no eran publicitarias. Simplemente Bruguera tomó la peculiar decisión de comprar los derechos del personaje para una revista juvenil, por lo que el alcohol no es un tema de las historietas (en una de las páginas Don Pedrito, después de ver un accidente de un obrero pide un coñac alegando que es muy bueno para reanimar... y se lo toma él para recuperarse del susto, pero aún en este caso excepcional no se alude a la marca Fundador en absoluto)
En general las historietas de Don Pedrito tenían un humor más amable que el de otras series de Ibáñez y se basaban en que el personaje malinterpretaba algún consejo que le daba alguno de los múltiples amigos con los que se encontraba por la calle o en su incapacidad  para captar las indirectas de boda de su amiga Ofelia. También abundaban los chistes basados en las características físicas del personaje; por ejemplo en una historieta encuentra trabajo de hombre anuncio al dejar que le escriban en su enorme testuz publicidad de sopa y en otra aparece conduciendo de forma suicida ya que es tan bajito que no llega al parabrisas del coche.
Las historietas del personaje son habitualmente de una página, aunque también las hubo dobles para los números extra.